# حياة الرماح البنغالية (فلم)
حياة الرماح البنغالية (بالإنجليزية: The Lives of a Bengal Lancer) هو فيلم مغامرة تم إنتاجه في الولايات المتحدة وصدر في سنة 1935.

## بطولة
- غاري كوبر

### ترشيحات وجوائز
| السنة | الحدث  | الفئة     | النتيجة |
| ----- | ------ | --------- | ------- |
| 1935  | أوسكار | أفضل فيلم | ترشـيـح |

## وصلات خارجية
- مقالات تستعمل روابط فنية بلا صلة مع ويكي بيانات